# 康松小檗
康松小檗（学名：Berberis beaniana）为小檗科小檗属下的一个种。

## 扩展阅读
- 維基物種上的相關：康松小檗